# Ramskoeldia
Ramskoeldia is een geslacht van uitgestorven amplectobeluïde radiodonten beschreven in 2018. Het was het tweede geslacht van Radiodonta dat gnathobase-achtige structuren bleek te bezitten (afgekort als GLS, Gnathobase Like Structures) en een atypische orale kegel na Amplectobelua. Het werd ontdekt in de biota van Chengjiang in China, het thuis van talrijke radiodontiden zoals Amplectobelua en Lyrarapax. De geslachtsnaam eert Lars Ramsköld.

## Morfologie
Ramskoeldia is alleen bekend van enkele frontale aanhangsels, gnathobase-achtige structuren (GLS's), onsamenhangende gladde en knobbelige platen geïnterpreteerd als delen van hun orale kegels, evenals fragmenten van lichaamsflappen en het hoofdschildcomplex. Het frontale aanhangsel van Ramskoeldia bestaat uit zestien podomeren (drie schachtpodomeren en dertien distale gelede gebiedpodomeren), met endieten van podomeer 4 tot ten minste podomeer 12 met prominente hulpstekels. De endieten van podomeer 4 (eerste podomeer van het distale gearticuleerde gebied) zijn de grootste in vergelijking met andere endieten, maar niet extreem vergroot zoals die van Amplectobelua. De grootte van de endieten wisselt af (die op even podomeren zijn groter dan die van de oneven podomeren die erop volgen) en neemt distaal af, behalve dat podomeer 8 groter is dan podomeer 6, net als bij Amplectobelua. In vergelijking met Amplectobelua zijn de GLS'en van Ramskoeldia breder en wisselden de drie paren GLS'en niet geleidelijk in grootte af.

## Taxonomie
Er zijn twee soorten Ramskoeldia beschreven: Ramskoeldia platyacantha en Ramskoeldia consimilis. De endieten van Ramskoeldia platyacantha zijn stevig en hun lengte is niet groter dan de hoogte van de podomeer waaraan ze hechten. De schachtpodomeren 2 en 3 van Ramskoeldia platyacantha droegen ook prominente endieten die leken op die van distale gearticuleerde podomeren. Omgekeerd zijn bij Ramskoeldia consimilis de endieten van het distale gearticuleerde gebied slank en de meeste hebben een lengte die groter is dan de hoogte van de podomeer waaraan ze hechten. De schacht van Ramskoeldia consimilis heeft slechts een eenvoudig endiet op podomeer 3. De frontale aanhangsels van Ramskoeldia consimilis waren eerder ten onrechte geïdentificeerd als Anomalocaris saron vanwege hun vergelijkbare algehele uiterlijk.
Vanwege de talrijke gedeelde kenmerken met Amplectobelua (bijvoorbeeld grotere endieten van podomere 8; onregelmatige orale kegel; aanwezigheid van GLS's), zette de ontdekking van Ramskoeldia vraagtekens bij de affiniteit van amplectobeluïde Lyrarapax, een verondersteld genus van Amplectobeliudae dat de hierboven vermelde kenmerken mist. Ramskoeldia werd geclassificeerd onder Amplectobeluidae op basis van de diagnose door Cong et alii 2018, terwijl verdere fylogenetische analyse ofwel suggereert dat het een lid is van Amplectobeluidae (naast Amplectobelua, Lyrarapax en Laminacaris) of een relatief basale radiodont.